# الحلم الأحلى (رواية)
الحلم الأحلى (بالإنجليزية: The Sweetest Dream)‏ هي رواية للكاتبة البريطانية الحائزة على جائزة نوبل دوريس ليسينغ، نشرت عام 2001، لأول مرة عن دار نشر فلامنغو.